# Harry Amorim Costa
Harry Amorim Costa (Cruz Alta, 23 de maio de 1927 — Miranda, 19 de agosto de 1988) foi um engenheiro e político brasileiro, o primeiro governador do estado do Mato Grosso do Sul quando era servidor público do Departamento Nacional de Obras de Saneamento, uma autarquia federal criada pelo presidente Ernesto Geisel.
Em 1982, foi eleito deputado federal pelo PMDB, então principal partido de oposição ao governo de João Figueiredo. Não conseguiu se reeleger em 1986, sendo então nomeado secretário de estado de Meio Ambiente, em 1987. Viria a falecer em 1988, num acidente automobilístico.